# NGC 620

يقع NGC 520 في أندروميدا (كوكبة)

NGC 620 في الفهرس العام الجديد، هي مجرة، تقع في كوكبة المرأة المسلسلة. اكتشفت في 14 ديسمبر 1871 بواسطة إدوارد ستيفان.

## روابط خارجية
- NGC 620 على موقع ويكي سكاي: DSS2, SDSS, GALEX, IRAS, Hydrogen α, X-Ray, Astrophoto, Sky Map, Articles and images